# 野崎千春
野崎 千春（のざき ちはる、1973年5月12日 - ）は、北海道本別町出身の元中長距離スピードスケート選手。弟の野崎貴裕も元スピードスケート日本代表選手。

## 人物
1992年に北海道本別高等学校卒業後、三協精機（現・日本電産サンキョー）スケート部に入部。1996年に全日本スピードスケート距離別選手権大会1500m優勝。1998年長野オリンピックで1500m15位、3000m17位の成績を収める。2000年に現役を引退後、カナダに留学。2001年に早稲田大学第二文学部に入学、英語教員免許を取得。大学を卒業後、2005年に高校教諭となる。

## 自己ベスト
- 500m：40秒52（1999年）
- 1000m：1分19秒64（1998年）
- 1500m：2分00秒60（2000年）
- 3000m：4分13秒03（2000年）
- 5000m：7分27秒85（1998年）